# Scotopteryx omniconfluens
Scotopteryx omniconfluens là một loài bướm đêm trong họ Geometridae.